# Beaumont Reserve Fleet

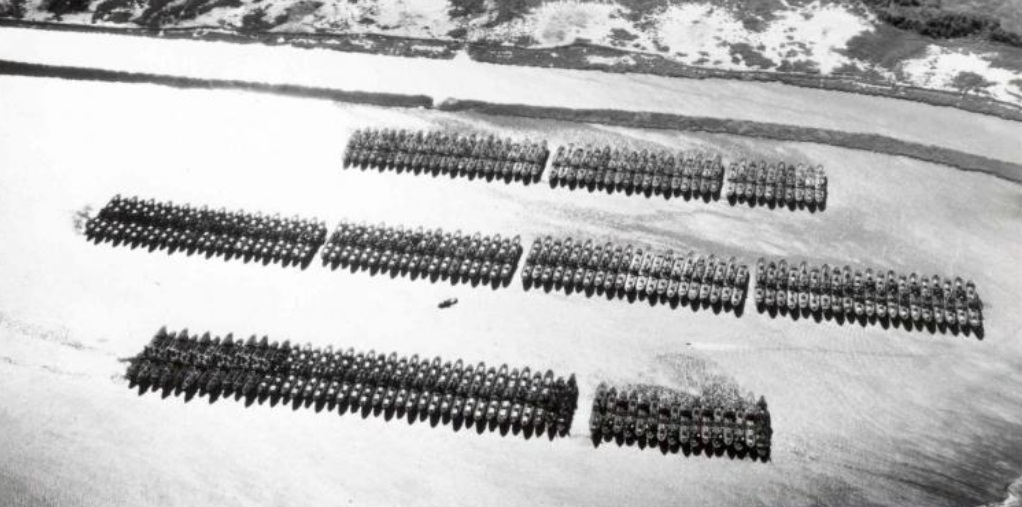
Photo des navires mis en réserve en attendant une remise en service ou alors le ferraillage à Beaumont en 1947

La flotte de réserve de Beaumont est maintenue à Beaumont, au Texas, dans le cadre de la Flotte de la Défense nationale de réserve (NDRF), maintenu par l'Administration maritime (MARAD), une agence du Department of Transportation (DOT).
Il est l'un des trois lieux restants (à l'origine huit) où les navires militaires américains sont placés sous cocon pour réutilisation potentielle.
L'emplacement de la base est sur la rivière Neches qui relie le golfe du Mexique.

## Inventaire de la Beaumont Reserve Fleet
Au 31 août 2009 :
- SS Cape Farewell (AK-5073) - flotte de réserve
- SS Cape Flattery (AK-5070) - flotte de réserve
- MV Cap Victoire (T-AKR-9701) - flotte de réserve
- MV Cape Vincent (T-9666-AKR) - flotte de réserve
- SS Cape Florida (AK-5071) - classé comme «militairement utile»
- SS cap John (T-AK-5022) - Urgence Sealift
- SS diamant État (T-ACS-7) - classé comme «militairement utile»
- SS Equality State (T-ACS-8) - classé comme «militairement utile»
- USNS Sirius (T-AFS-8) - Soutien de la Flotte
- MV Cape Lambert (AKR-5077) - classé comme «militairement utile»
- MV Cap Lobos (AKE-5078) - classé comme «militairement utile»
- SS Chesapeake (AOT-5084) - Soutien logistique
- SS Golfe Banker (T-AK-5044) - stocké, destruction en instance
- SS Golfe Trader (T-AK-2036) - stocké, destruction en instance
- USNS Mission San Jose (T-AO-125) - Rebaptisé Ohio - stocké, destruction en instance
- SS commandant Pioneer (AK-2016) - stocké, destruction en instance
- SS Pioneer Crusader (T-AK-2019) - stocké, destruction en instance
- M / T Mission Buenaventura (AOT-1012) - stocké, destruction en instance
- SS Mission Capistrano (AOT-5005) - stocké, destruction en instance
- SS Mount Vernon - stocké, destruction en instance
- SS Potomac (AOT-181) - stocké, destruction en instance
- USS Black Hawk (CMH-58) - stocké, pour les affaires étrangères programme de ventes militaires
- USS Cormoran (CMH-57) - stocké, pour les affaires étrangères programme de ventes militaires
- USS Falcon (CMH-59) - stocké, pour les affaires étrangères programme de ventes militaires
- USS Kingfisher (CMH-56) - stocké, pour les affaires étrangères programme de ventes militaires
- USS Oriole (CMH-55) - stocké, pour les affaires étrangères programme de ventes militaires
- USS Osprey (CMH-51) - stocké, pour les affaires étrangères programme de ventes militaires
- USS Robin (CMH-54) - stocké, pour les affaires étrangères programme de ventes militaires
- USS Shrike (CMH-62) - stocké, pour les affaires étrangères programme de ventes militaires

## Navires anciens de la flotte
- USS Oriskany (CV-34) coulé comme récif artificiel le 17 mai 2006.
- USS Maritime Victory, plan de conception VC2-C-AP2, construit en 1945 par Bethlehem Steel, à Fairfield, Baltimore MD. Rebaptisé plus tard Pvt. Frederick C. Murphy. Il a été déplacé à Brownsville au Texas, et va être démoli.
- USS Queens (APP-103), plus tard rebaptisé USS Texas Clipper, un navire-école de l'université "Texas A & M". Actuellement amarré au port de Brownsville pour la préparation en récif artificiel.

## Sources
- (en) Cet article est partiellement ou en totalité issu de l’article de Wikipédia en anglais intitulé « Beaumont Reserve Fleet » (voir la liste des auteurs).